# تپه کلبعلی (تپه نازلو چای)
تپه کلبعلی (تپه نازلو چای) مربوط به دوران پیش از تاریخ ایران باستان است و در شهرستان اورمیه، روستای نازلو واقع شده و این اثر در تاریخ ۱ آبان ۱۳۴۴ با شمارهٔ ثبت ۴۳۸ به‌عنوان یکی از آثار ملی ایران به ثبت رسیده است.